# Spincloud Heights
Die Spincloud Heights (englisch für Sprühnebelwolkenhöhen) sind Anhöhen auf Horseshoe Island in der Marguerite Bay vor der Fallières-Küste des Grahamlands auf der Antarktischen Halbinsel. Sie ragen an der Nordflanke des Shoesmith Glacier auf.
Wissenschaftler des Falkland Islands Dependencies Survey nahmen zwischen 1955 und 1957 ihre Vermessung vor. Sie benannten sie nach dem bei entsprechender Witterung entstehenden Sprühnebel, der hier das Aufkommen eines Sturms ankündigt.